# ترمس متناثر الأزهار
الترمس المتناثر الأزهار (باللاتينية: Lupinus sparsiflorus) نوع نباتي يتبع جنس الترمس من الفصيلة البقولية المعروفة بقدرتها على تثبيت النيتروجين الجوي من خلال بكتيريا المستجذرة.
موطنه غرب أمريكا الشمالية من يوتا ونيفادا وكاليفورنيا في الولايات المتحدة إلى ولاية باخا كاليفورنيا في المكسيك.

## الوصف النباتي
نبات حولي أوراقه مركبة كفية، تضم كل واحدة منها ما بين سبع إلى إحدى عشرة وريقة رفيعة جداً.